# Saint-Pierre-sur-Vence
Saint-Pierre-sur-Vence ist eine französische Gemeinde mit 148 Einwohnern (Stand: 1. Januar 2022) im Département Ardennes in der Region Grand Est (bis 2015 Champagne-Ardenne). Sie gehört zum Arrondissement Charleville-Mézières, zum Kanton Nouvion-sur-Meuse und zum Gemeindeverband Crêtes Préardennaises.

## Geographie
Die Vence, ein Nebenfluss der Maas, bildet die südöstliche Gemeindegrenze. Umgeben wird Saint-Pierre-sur-Vence von den Nachbargemeinden La Francheville im Norden, Saint-Marceau im Nordosten, Boulzicourt im Osten und Südosten, Guignicourt-sur-Vence im Süden sowie Champigneul-sur-Vence im Westen.

## Bevölkerungsentwicklung
| Jahr                       | 1962 | 1968 | 1975 | 1982 | 1990 | 1999 | 2005 | 2019 |
| -------------------------- | ---- | ---- | ---- | ---- | ---- | ---- | ---- | ---- |
| Einwohner                  | 128  | 147  | 134  | 145  | 181  | 158  | 156  | 136  |
| Quellen: Cassini und INSEE |      |      |      |      |      |      |      |      |

## Sehenswürdigkeiten

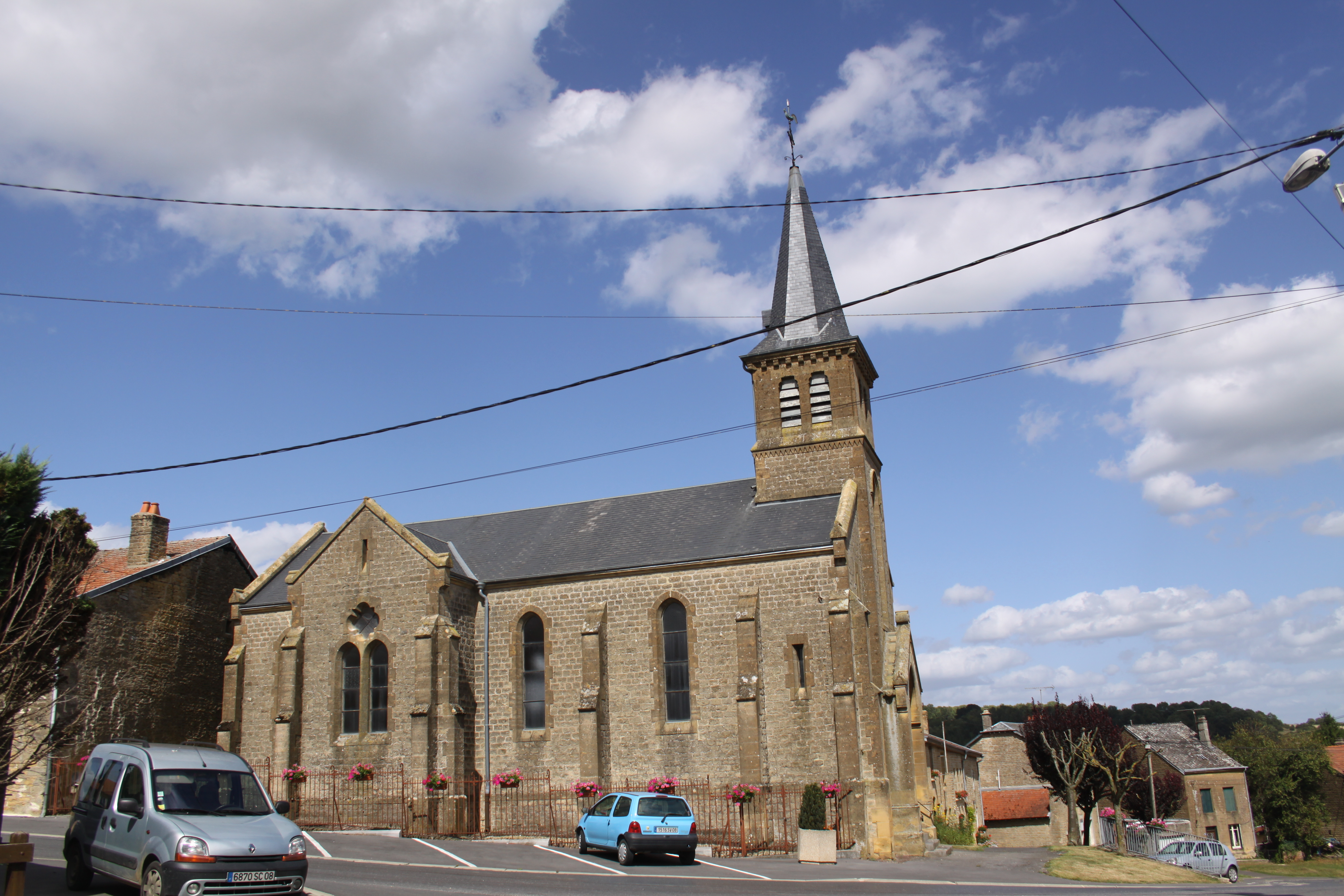
Kirche Saint-Pierre

- Kirche Saint-Pierre